# Las Ligas Menores
Las Ligas Menores es una banda de indie rock formada en Buenos Aires, Argentina desde el año 2011 hasta octubre de 2024. 
Editaron dos discos en el sello independiente platense Laptra. Además de otras bandas del sello como Él Mató a un Policía Motorizado, Bestia Bebé y 107 Faunos, cuenta entre sus referencias musicales a bandas del indie y lo-fi estadounidense de los ´90 como Galaxie 500, Pavement.

## Historia

### 2011-2012:El Disco Suplente
Después de tocar en distintos recintos de Buenos Aires, la banda decidió grabar seis de sus temas, que terminarían siendo editados como su primer EP. La grabación se llevó a cabo el 30 de diciembre de 2011 en Estudios La Bestia Bebé, los temas fueron mezclados por Tom Quintans y masterizados por José María D´Agostino en el estudio Moloko Vellocet. El disco suplente fue lanzado en febrero de 2012 en forma digital a través de Internet. 
“Se nos dio de forma bastante casual la oportunidad de entrar a Laptra. Luego surgieron varias presentaciones que generaron la necesidad de editar algo. Como recién habíamos empezado a tocar unos meses atrás, la idea ni siquiera había sido planteada hasta entonces. Grabamos unos temas en un estudio casero sin estar seguros del destino que iban a tener, y los terminamos editando como EP. Tuvieron una respuesta mucho más grande de la que hubiéramos imaginado teniendo en cuenta que fueron producidos de una manera bastante apurada e impensada.”

### 2013-2015:Las Ligas Menores
El 14 de julio de 2014, se lanzó su primer álbum de estudio de título homónimo. Este contenía sus canciones más recientes y algunas previamente editadas.
“Estamos mezclando lo que será nuestro primer disco ‘largo’. Se va a llamar Las Ligas Menores y va a tener 13 temas. Es una obra más pensada y con un sonido más elaborado que el anterior. Va a incluir regrabaciones de algunos temas del EP, será como un resumen de estos dos años de la banda.”

### 2016-2017: «Ni una canción» y Coachella
El 6 de diciembre de 2016 lanzaron el simple «Ni una canción».
“Nos gustaría llegar más preparados. Un poco en el disco anterior nos pasó que, porque era la primera vez que grabamos en nuestras vidas, hay muchos arreglos que iban surgiendo sobre la marcha.”
Fueron confirmadas en el cartel del festival Coachella 2017. Se presentaron el día 2 del festival, en la noche que encabezó Lady Gaga y en la que tocaron, entre otros, Bon Iver, Future, Local Natives y Car Seat Headrest. El mismo lineup se repitió en el siguiente fin de semana.

### 2018-2019:Fuego Artificial
El 18 de abril de 2018 presentaron «En invierno» como adelanto de su segundo álbum Fuego artificial. Lanzado en todas las plataformas digitales el 10 de mayo de 2018, el disco, que cuenta con 13 canciones, marca una evolución del sonido de la banda.
“Hoy no nos representa el lo-fi, sino lo minimalista y la independencia. Sonar mal tiene más que ver con una escasez de recursos ... El lo-fi es un reflejo de algo muy crudo e inmediato, pero no es un valor en sí; el valor es que te animes a hacerlo igual. Si la canción es buena, no importa si la grabás en un estudio millonario o uno casero.”
Para promocionar el álbum, se hicieron varias giras tanto en Argentina como internacionales: España, México, Guatemala, El Salvador, Costa Rica, Colombia, Uruguay, Paraguay, Perú, y Chile.
El 5 de julio de 2018 se publicó el videoclip de la primera canción del álbum "Peces en el Mar", realizado por Felipe Carrara en colaboración con Catalina Croci (asistente de dirección) y Leo Guzmán (asistente de fotografía).
El 21 de diciembre de 2018 Los Planetas acompañaron la publicación de su single Ijtihad con  una versión de Renault Fuego llamada Bulería del Renault Fuego.
El 10 de abril de 2019 se publicó el videoclip de la sexta canción del álbum "La Paciencia", realizado por Anabella Cartolano y Juana Pez, en el que se muestran varios videos caseros de su gira por España.
El 16 de abril de 2019 el álbum quedó nominado para la categoría de "Mejor diseño de portada" de la 21° entrega de los Premios Gardel, aunque finalmente no lo pudo ganar.
El 1 de julio de 2019 se dio a conocer que María Zamtlejfer había dejado la banda. En su lugar se incorporó Angie Cases Bocci.

### 2020-Actualidad: Tercer álbum de estudio, nominación a los Grammy y disolución
Las Ligas Menores comenzaron el 2020 brindando conciertos en Mar del Plata, Villa María y Córdoba. A raíz de la pandemia del COVID-19, tuvieron que suspender sus presentaciones en Santa Fe y Rosario. Además, los festivales de Lollapalooza Argentina (San Isidro), Festival Bizarro (Lima), Primavera Sound (Barcelona) y Tomavistas (Madrid) también fueron suspendidos.
Durante el aislamiento social preventivo la vocalista, Cartolano, hizo varias presentaciones en vivo para festivales virtuales a través de plataformas como Instagram Live o YouTube. En dichas presentaciones se dio a conocer que la banda estaba trabajando en su tercer álbum de estudio -el cual estaba previsto para mediados de 2020- que también fue postergado por la pandemia.
El 9 de septiembre de 2020, se lanzó una versión acústica de su canción «Accidente», grabada en separado por cada miembro de la banda y mezclado a través de la edición. La banda argumentó que sus fanáticos se sintieron identificados con esta canción durante la pandemia debido a su letra.
El 12 de octubre de 2020, se lanzó un cover de la canción «Lo decidí yo» de Juana Molina, para el décimo aniversario de Radio Colmena.
El 6 de noviembre de 2020 la banda lanzan el sencillo y el videoclip de la canción «Hice todo mal».
El 16 de abril de 2021 la banda lanza un nuevo sencillo y videoclip de la canción «La nieve».
En 2021 fueron nominados a la 22ª edición de los Premios Grammy Latinos, en la categoría Mejor Canción de Rock, por el sencillo «Hice todo mal».
En octubre de 2024, se comunicó la desvinculación de los miembros Micaela García, Nina Carrara, Pablo Kemper y de la bajista Angie Cases Bocci, quedando únicamente Anabella Cartolano como integrante.

## Discografía
Álbumes de estudio
- 2014: Las Ligas Menores
- 2018: Fuego Artificial
- 2025: A esta altura

EP
- 2012: El disco suplente
- 2016: Ni una canción

Sencillos 
- 2013: «Renault Fuego»
- 2016: «Ni una canción»
- 2018: «En invierno»
- 2019: «De la mano»
- 2020: «Hice todo mal»
- 2021: «La nieve»
- 2022: «Vigilantes del Espejo»
- 2023: «Piedra del Águila»